# Lucio Fulci
Lucio Fulci (Roma, 17 de junho de 1927 - Roma, 13 de março de 1996) foi um diretor, escritor e ator italiano. Talvez ele seja mais conhecido por filmes de terror, incluindo Zombi 2 (1979) e The Beyond (1981), mesmo ele tendo feito filmes de outros gêneros como giallo, velho oeste e comédia.

## Biografia
Ao abandonar sua faculdade de Medicina, optou por uma carreira cinematográfica como roteirista e assistente de direção com diretores tais como Steno e Riccardo Freda, na qual trabalhou em uma ampla variedade de gêneros. 
No início dos anos 70, começou por dirigir filmes Giallos, que foram ambos comercialmente bem sucedidos e controversos na sua representação da violência e da religião. 
Em 1968, fez seu primeiro filme de mistério, Una sull'altra (1969) e seu sucesso foi suficiente para ganhar apoio para o seu projeto favorito Beatrice Cenci (1969), baseado em uma história verdadeira, o filme detalha o julgamento de uma jovem mulher acusada de assassinar seu pai sexualmente abusivo em meio à superstição e medo no século XVI. Um comentário sarcástico sobre Igreja e Estado.
Em 1971 e 1972, Fulci se restabelece, dirigindo dois excelentes Giallos: Lucertola con la pelle di donna, Una (1971) e o perturbador Non si sevizia un paperino (1972). O antigo, com suas vívidas alucinações envolvendo assassinos hippies e este último, com os seus psicóticos seguidores religiosos e brutais assassinatos criança, eram - para dizer o mínimo - polêmicos. 
Na lista negra (embora brevemente) e desprezado na sua pátria, Fulci encontrou trabalho na televisão com o filmes de Aventura. Em 1979, sua carreira cinematográfica atingiu outro ponto alto, ao invadir o mercado internacional com Zombi 2 (1979) (Zombie, A Volta dos Mortos) que tinha sido lançado na Itália como Zombi. Com as flamejantes imagens e gráficos, o filme criou uma marca gore de Fulci como diretor por excelência.  
Ao longo dos próximos três anos, Fulci multiplicou seu comércio com elegância, rival mesmo da popularidade de seu "adversário" Dario Argento, com tais sanguinários clássicos como Paura nella città dei morti viventi (1980) e E tu vivrai nel terrore - L'aldilà (The Beyond, 1981). 
Muito do seu trabalho a partir de meados da década de 80 em diante é decepcionante, para dizer o mínimo, mas um pouco do seu brilho pode ser visto em obras como Murderock - uccide um passo di Danza (1984) e Miele del diavolo, Il (1986). Gatto nel Cervelló, Un (1990), uma das últimas obras que continua a ser uma das suas mais originais. 
Em muitos de seus trabalhos, Fulci também demonstrou ser um encantador e competente ator, fez alguns papéis muitas vezes como um detetive ou médico figurante.
Lucio Fulci faleceu em sua casa em 13 de março de 1996 aos 68 anos. Foi diabético a maior parte de sua vida adulta. Ele inexplicavelmente se esqueceu de tomar a sua insulina antes de dormir. Alguns consideram a sua morte um suicídio, outros acham que se tratou de um acidente, mas todos os seus inúmeros fãs estão de acordo que foi uma tragédia. Não há como negar que ele era único.
Apesar dos anos de ataques por muitos críticos de filmes, na seqüência de um grande renascimento no culto cinematográfico dos últimos anos, Lucio Fulci ganhou um novo aspecto, e é atualmente considerado como um grande diretor de cinema de Horror, com alguns filmes a serem proclamados "obras”. Ele também recebeu elogios por seu estilo único de filmagem.

## Filmografia
- 1953 - O Homem, a Besta e a Virtude - L´uomo, La Bestia, La Vírtu (Roteiro)

- 1954 - Um Americano em Roma - Un americano a Roma (Roteiro)
- I ladri (1959)
- 1959 - Rock, Twist e Doce Vida - I ragazzi del juke box
- Urlatori alla sbarra (1960)
- Colpo gobbo all'italiana (1962)
- I due della legione (1962)
- Le massaggiatrici (1962)
- Uno strano tipo (1963)
- Gli imbroglioni (1963)
- I maniaci (The Maniacs, 1964)
- I due evasi di Sing Sing (1964)
- I due pericoli pubblici (1964)
- 002 agenti segretissimi (1964)
- Come inguaiammo l'esercito (1965)
- 002 operazione Luna (1965)
- I due parà (1965)
- Come svaligiammo la Banca d'Italia (1966)
- Le colte cantarono a morte e fu... tempo di massacro (Massacre Time, 1966)
- Come rubammo la bomba atomica (1967)
- Il lungo, il corto, il gatto (The Long, the short, and the Cat) (1967)
- 1967 - Operação São Pedro (1967)
- 1969 - Uma Sobre a Outra - Una Sull'Altra
- Beatrice Cenci (The Conspiracy of Torture, 1969)
- 1971 - Uma Lagartixa Num Corpo de Mulher - Una Lucertola con la Pelle di Donna
- 1972 - O Deputado Erótico - All'onorevole piacciono le donne (Nonostante le apparenze e purché la Nazione non lo sappia...)
- 1972 - O Segredo do Bosque dos Sonhos / O Estranho Segredo do Bosque dos Sonhos - Non si sevizia un paperino
- 1973 - Presas Brancas / Desafio ao Lobo Branco - White Fang
- The Challenge to White Fang (1974)
- Il cavaliere Costante Nicosia demoniaco... ovvero Dracula in Brianza (Young Dracula/Dracula in the Provinces (1975)
- 1975 - Os Quatro do Apocalipse - The Four of the Apocalypse
- La pretora (1976)
- 1977 - Premonição - Sette Note in Nero (Seven Notes in Black, The Psychic)
- 1978 - Sela de Prata - Silver Saddle
- 1979 - Zombie A volta dos Mortos - Zombi 2 (Zombie Flesh Eaters, Zombie, 1979)
- Contraband (1980)
- 1980 - Pavor na Cidade dos Zumbis - Paura nella Ciittà dei Morti Viventi (The Gates of Hell)
- 1981 - O Gato Negro - Il Gatto Nero
- 1981 - Terror nas Trevas - ...E tu Vivrai nel Terrore! L'Aldilà (Seven Doors of Death)
- 1981 - A Casa do Cemitério - Quella Villa Accanto al Cimitero
- 1982 - O Estripador de Nova York - The New York Ripper
- Manhattan Baby (1982)
- Conquest (1983)
- I guerrieri dell'anno 2072 (The New Gladiators/Rome 2033 - The Fighter Centurions, 1984)
- Murder-Rock (1984)
- The Devil's Honey (1986)
- Aenigma (1987)
- Zombi 3 (1988)
- When Alice Broke the Mirror (também conhecido como Touch of Death, 1988)
- Sodoma's Ghost (também conhecido como The Ghosts of Sodom, 1988)
- The Sweet House of Horrors (1989, TV)
- The House of Clocks (1989, TV)
- Demonia (1990)
- A Cat in the Brain (Nightmare Concert, 1990)
- Voices From Beyond (1991)
- Door to Silence (1991)